# Abatao
Abatao è un'isoletta appartenente all'atollo di Tarawa Nord, nelle Isole Gilbert, e fa parte della Repubblica di Kiribati. È situata nella parte sud-orientale dell'atollo, subito dopo Buota, a circa 4,5 km dall'isola principale, Tarawa Sud.